# Local Shared Object
Local Shared Object（ローカル・シェアード・オブジェクト、LSO）とはアドビシステムズのFlash Player がユーザーPCの内部に保存するデータ形式である。
データは、HTTP cookieのような使用法であることから「Flashクッキー」とも呼ばれ、ブラウザのクッキーのようにサイト毎の情報を保持する。
Macromedia Flash MX (Flash Player 6) 以降で実装されている。

## セキュリティの問題
LSOはサンドボックスのセキュリティモデルに基づいて作成されている。Adobe Flash PlayerはウェブサイトやドメインごとにLSOを自動的に保存する。
LSOはプライバシー問題を含むデータを持つこともありえるが、Cookieのようにテキスト形式で保存されるため可読性が高い。
また、LSOはテンポラリファイルではなく通時的に保存される。
このようなことからセキュリティ上問題があると考えられており、アドビも対策を2つ提供している。1つめはFlashPlayer再生中に右クリック後設定を選択し、現在見ているサイトのローカル記憶領域を0にする方法。2つめは、アドビのグローバル設定サイトから全体の設定()をする方法である。

## プライバシー問題
LSOはcookieと同じように使用できることから、「楽天ad4U」のようにマーケティングに利用されるケースもあるが、cookieほど有名ではないため、気づかないで利用している人も多い。詳細は行動ターゲティング広告#プライバシーの問題も参照。LSOはcookieと違い有効期限がないため、情報が消えることが無いことも問題である。

## 製品ごとのLSOファイルの置き場所
LSOファイルは製品ごとに異なる場所に保存される（通常設定時）。
| 製品        | ディレクトリ                                                          | 拡張子 |
| ----------- | --------------------------------------------------------------------- | ------ |
| Windows     | %USERPROFILE%\Application Data\Macromedia\Flash Player\#SharedObjects | SOL    |
| macOS       | ~/Library/Preferences/Macromedia/Flash Player                         |        |
| MacBook Air | /Library/Preferences/[アプリケーションのパッケージ名(ID)]             |        |
| Linux       | ~/.macromedia                                                         |        |

## 確認されている不具合
Flash Player 10において、64KB以上のデータが読み込めない不具合が存在する。
そのため、Flash Player 10でLSOを使用する際には容量を64KB未満に抑えなければならないため注意が必要である。
2009年7月30日以降のFlash Playerでは、この不具合は修正されている。

## ソフトウェア
LSO関連ソフトは性質上2つの観点で作成されている。1つはセキュリティ観点からLSOを削除、書き出し制限をつけるもの。もう1つはLSOを閲覧、編集するものである。

### セキュリティ関連ソフト
- Objection[5][6] :Firefoxの拡張機能。LSOの削除が行える
- CCleaner: レジストリ最適化ソフト。LSOの削除が行える
- Sandboxie: サンドボックス用のセキュリティソフト

### 閲覧編集ソフト
- SolVE
- .sol Editor
- Dojo Toolkit
- MAXA Cookie Manager
- PyAMF
- SOLReader
- s2x